# 479
479 је била проста година.

## Догађаји
- Амброзије Аурелијан, ратни вођа Романо-Британата, проглашен је краљем Британаца. Влада вероватно на југу Британије, и наставља рат против Англосаксонаца.
- Краљ Теодорик Велики почиње четворогодишњи поход на Византијско царство. Остроготи пустоше римске провинције (Мезију и Тракију), и угрожавају саму престоницу Цариград.
- Јулије Непот, бивши цар Западног римског царства, кује војне планове у Далмацији против Одоакра, надајући се да ће сам повратити контролу над Италијом.
- Династија Лиу Сонг се завршава и династија Јужна Ки почиње у јужној Кини. Цар Шун Ди је приморан да напусти престо и Чи Гао Ди постаје први владар јужног Чија. Касније, бившег цара Шуна и царицу Ванг Џенфенг убија царска гарда, у близини главног града Ђианканга.
- Донгсеонг постаје краљ корејског краљевства Баекје.
- Соји постаје краљ корејског краљевства Сила.